# H. Jon Benjamin
Henry Jon Benjamin, född 1966, är en amerikansk röstskådespelare och skådespelare.

## Fotnoter
1. ↑  CineMagia, Cinemagia person-ID: 1707, läst: 4 april 2022.[källa från Wikidata]